# Mechanická siréna
Mechanická (též rotační) siréna je typ varovné sirény pracující na mechanickém principu. Jedná se o nejstarší druh varovných sirén, který byl vyvinut pro tento účel. Přestože je tento typ sirén zastaralý, stále je hojně používaný orgány civilní obrany po celém světě.

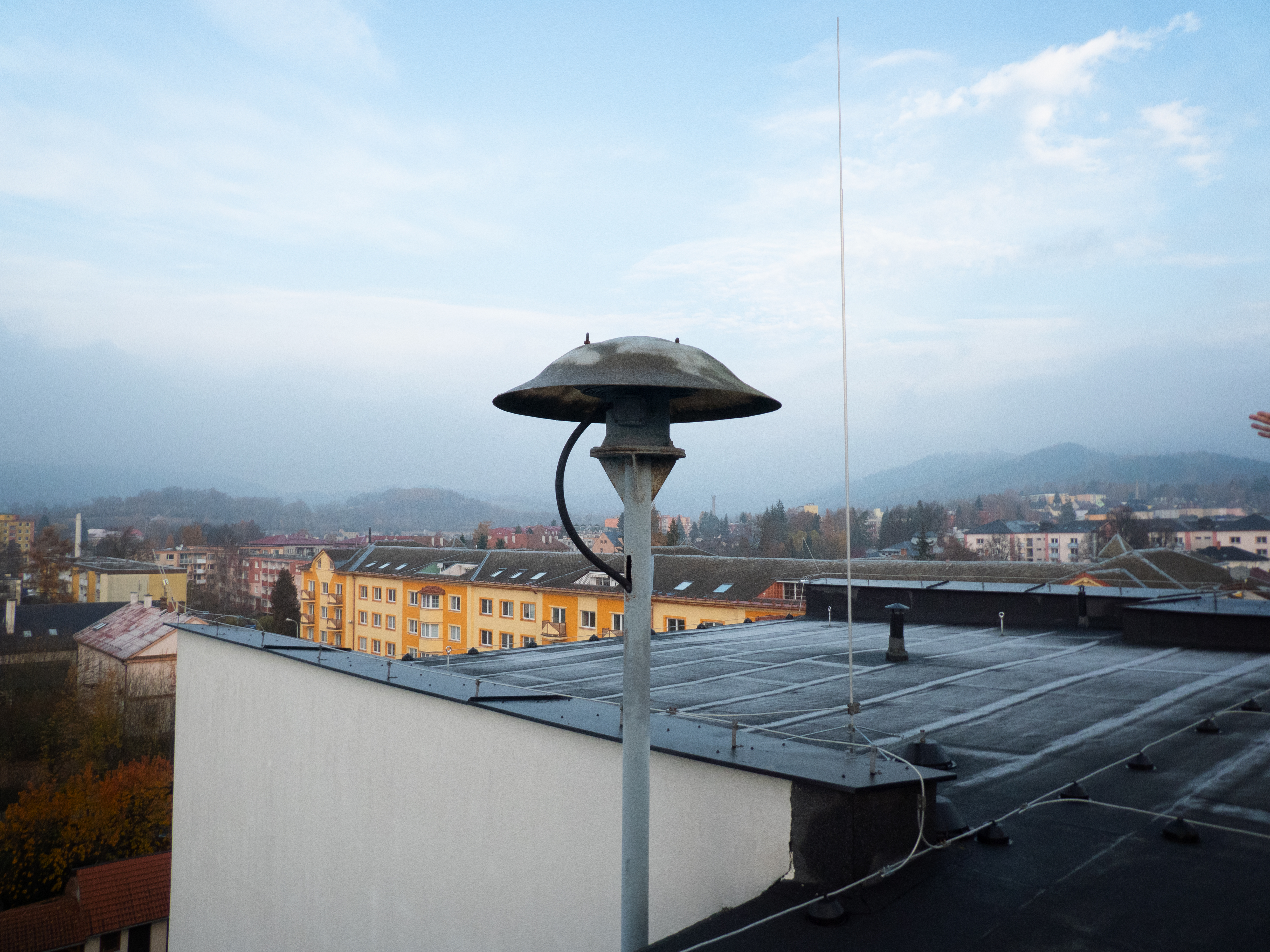
Mechanická siréna VEM DS977

V České republice se aktuálně nachází asi 5 300 mechanických sirén.  V současné době jsou tyto sirény nahrazovány modernějšími elektronickými sirénami a bezdrátovými rozhlasy, jelikož nesplňují základní požadavky pro provoz v systému JSVV (energetická náročnost, „neutáhne“ je záložní baterie).
Mechanická siréna se skládá ze tří hlavních částí:
- Motor
- Stator
- Rotor

Sirény lze rozdělit do několika kategorií, podle kterých se dělí jejich motory. Malé sirény, častěji jsou požární, mohou mít motory menších rozměrů. Sirény varovné bývají větších rozměrů, aby vytvořily dostatečný akustický tlak pro pokrytí velkého prostranství.
Sirény tedy lze rozdělit do kategorie jednofázových a trojfázových.

## Princip funkce
Tento typ sirény vytváří zvuk mechanickou cestou. Při běhu elektromotoru je roztáčen rotor, který se nachází v nepohyblivé části sirény (statoru). Otáčející se rotor odstředivými silami nasává dovnitř rotoru přes přívody vzduch. Jelikož se v rotoru a statoru nachází totožný počet vzduchových výduchů, je vzduch, který je jimi vypuzován ven, vlivem pohybu rotoru „sekán“ mezi jednotlivými otvory. Tím poté vzniká specifické zvukové vlnění, které je ovlivněno několika dalšími faktory. (počet výduchů, počet otáček motoru atp.)